# Giao lộ Nguyễn Huệ – Lê Lợi

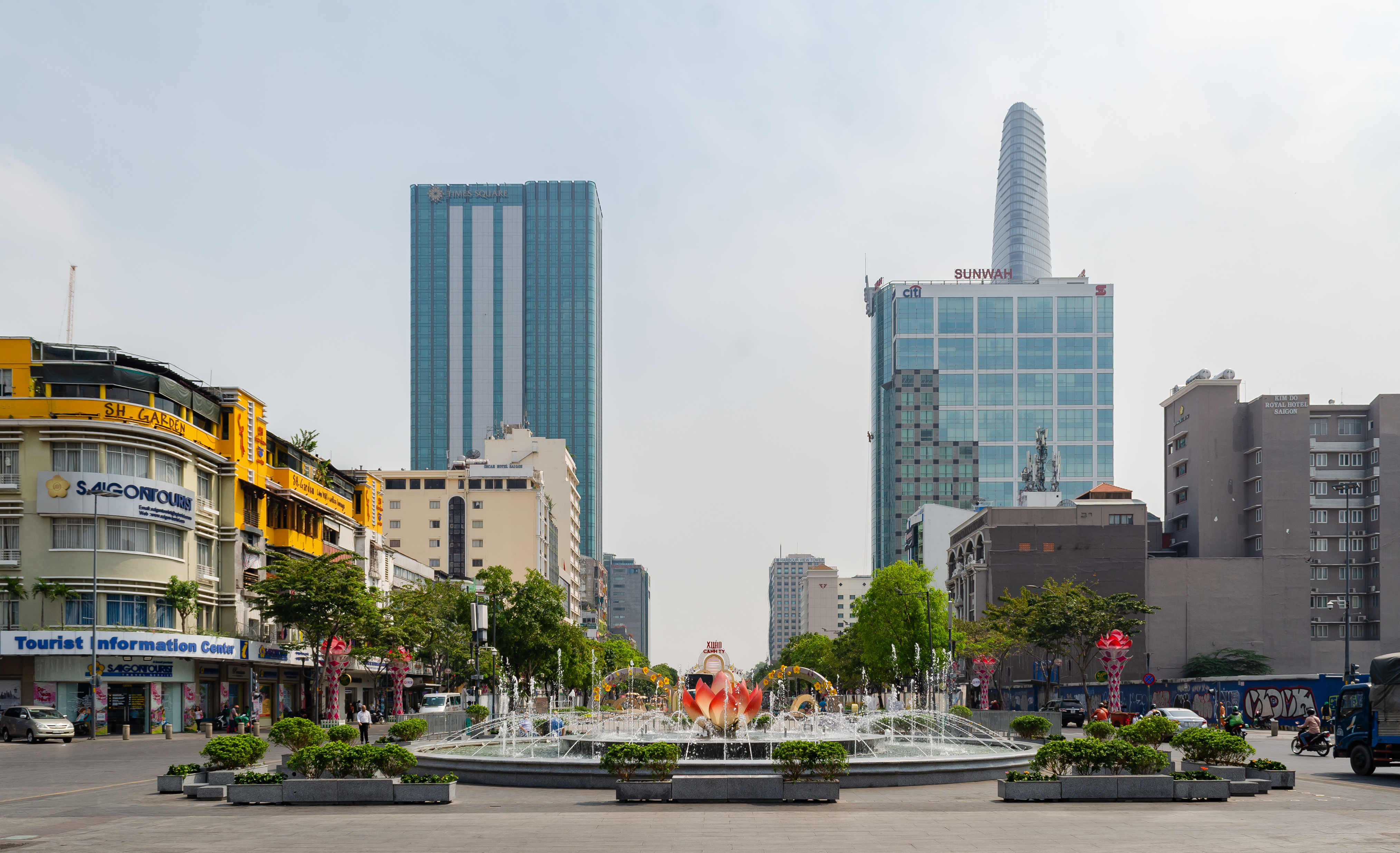
Đài phun nước ở giao lộ Nguyễn Huệ – Lê Lợi vào năm 2020

Giao lộ Nguyễn Huệ – Lê Lợi, thường được biết đến với các tên gọi Bồn Kèn hay Bùng binh Cây Liễu, là một vòng xoay giao thông nơi giao nhau giữa hai con đường Nguyễn Huệ và Lê Lợi tại Quận 1, Thành phố Hồ Chí Minh. Đây được xem là vòng xoay đầu tiên của Sài Gòn xưa và của Việt Nam.
Vào năm 2014, vòng xoay bị phá dỡ để thực hiện thi công tuyến Metro số 1 và phố đi bộ Nguyễn Huệ. Đến cuối năm 2022, giao lộ Nguyễn Huệ – Lê Lợi được chính quyền Thành phố Hồ Chí Minh cho tái lập.

## Tên gọi
Bồn Kèn là tên người dân thường gọi giao lộ này vào thời Pháp thuộc, được cho là xuất phát từ việc vào mỗi chiều thứ bảy, có nhiều người lính đến đây chơi nhạc Tây. Còn Bùng binh Cây Liễu là cách gọi về sau, khi nơi đây là vòng xoay có hàng cây liễu được trồng xung quanh đài phun nước.

## Lịch sử

### Thế kỷ 19
Vào đầu thế kỷ 19, nơi đây chỉ là một điểm trên dòng Kinh Lớn, con kênh nối sông Sài Gòn với thành Bát Quái. Sau khi chiếm được Sài Gòn, người Pháp cho đào thêm một con kênh vuông góc với Kinh Lớn thì vị trí này trở thành nơi giao nhau giữa hai dòng kênh. Tuy nhiên khi quy hoạch lại đô thị Sài Gòn vào cuối thế kỷ 19, cả hai dòng kênh đều bị chính quyền cho lấp đi để xây dựng thành hai đại lộ là Đại lộ Charner (nay là đường Nguyễn Huệ) và Đại lộ Bonard (nay là đường Lê Lợi).

### Thế kỷ 20

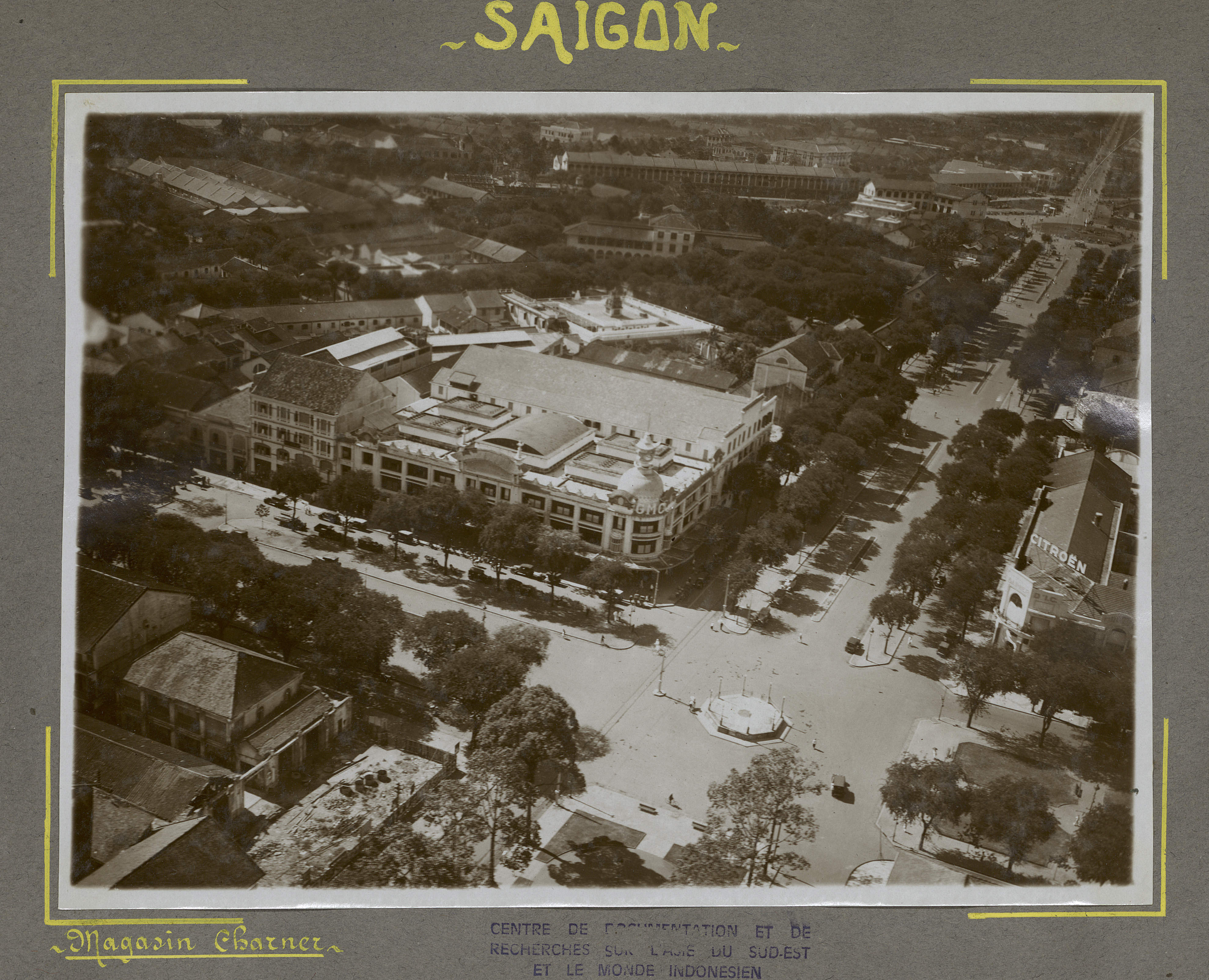
Bồn Kèn và tòa nhà Grands Magasins Charner vào khoảng năm 1930

Khi thiết kế đô thị Sài Gòn lúc bấy giờ, chính quyền đã tính toán đến việc xây dựng một đài phun nước tại giao lộ này. Tuy nhiên trên thực tế, vào khoảng năm 1920 chỉ có một cái bệ cao hình bát giác được xây dựng giữa giao lộ.
Cuối năm 1942, giao lộ được chỉnh trang, lúc này mới xây dựng thành vòng xoay với đài phun nước ở giữa. Sau đó một năm, hình hồ nước và đài phun nước được đăng tải trên bìa của Nam Kỳ tuần báo. Vào thập niên 1970, một số cây liễu được trồng xung quanh đài phun nước nên từ đó người dân gọi là Bùng binh Cây Liễu.
Trong Sài Gòn năm xưa, học giả Vương Hồng Sển đã mô tả về ngã tư này như sau:

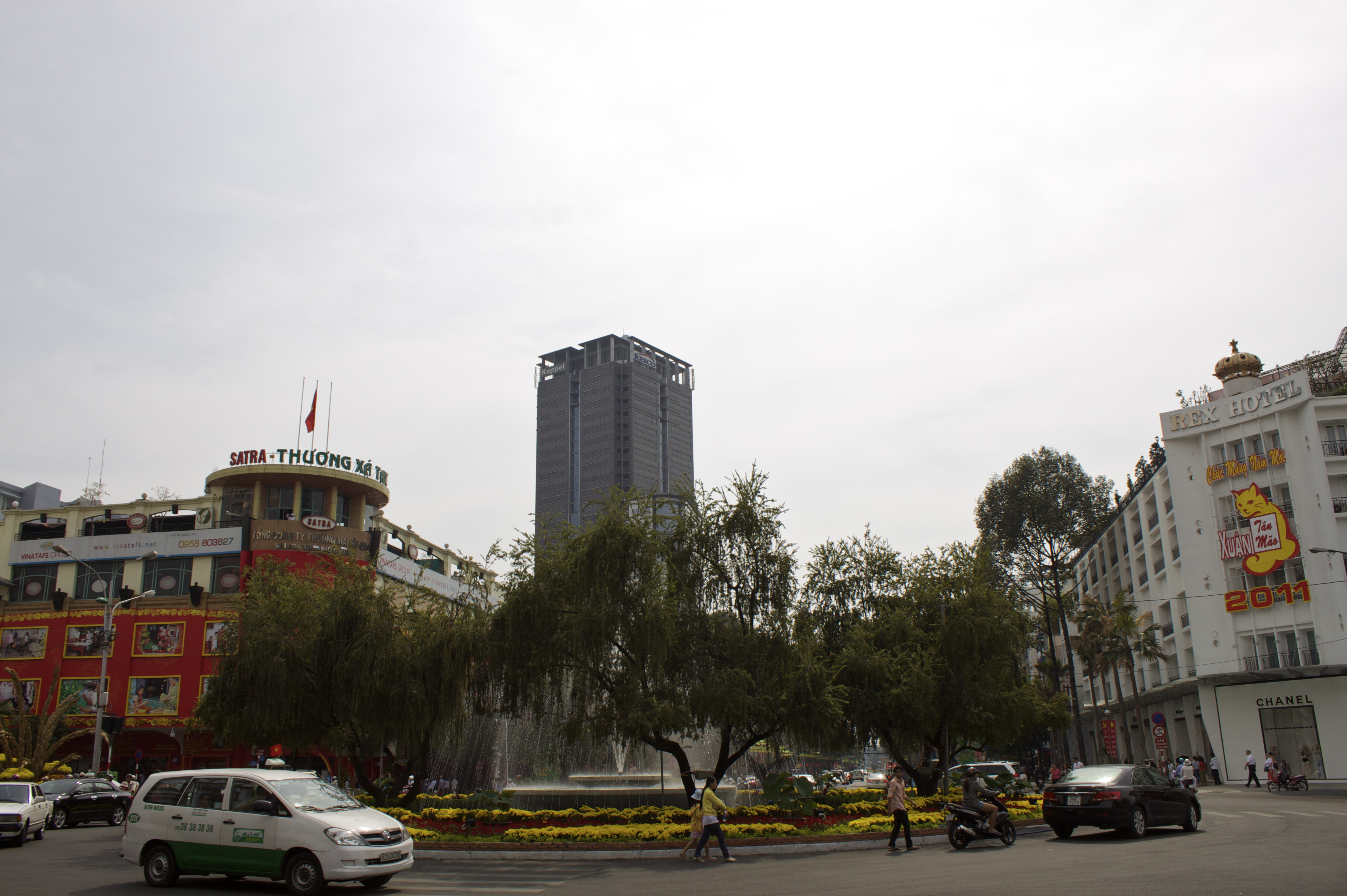
Bùng binh Cây Liễu, Thương xá TAX và Khách sạn Rex vào đầu năm 2011

| “ | Ngã tư Kinh Lấp đụng với con kinh về sau biến thành Đại lộ Bonard, hồi mồ ma thời Pháp, vẫn là xóm sang trọng nhứt. Tại chỗ bồn nước ngay ngã tư này, hồi đó có xây một cái bệ cao hình bát giác, vào khoảng 1920, tôi lên học Sài Gòn còn thấy tận mắt. Mỗi chiều thứ bảy, tại bệ này có mấy chú lính san đá (tiếng Pháp: soldat, nghĩa là người lính) trổi nhạc Tây cho đồng bào ta thưởng thức. | ” |

### Thế kỷ 21
Vào năm 2014, Thành phố Hồ Chí Minh khởi công xây dựng ga ngầm Nhà hát Thành phố của tuyến đường sắt đô thị số 1 và phố đi bộ Nguyễn Huệ, vòng xoay Cây Liễu và đài phun nước bị phá bỏ. Năm 2015, khi phố đi bộ Nguyễn Huệ đi vào hoạt động thì nơi đây trở thành một sân nhạc nước với hệ thống phun nước ngầm thuộc quảng trường đi bộ Nguyễn Huệ. Ngoài ra, quảng trường đi bộ lúc này cũng chắn ngang hoàn toàn đường Lê Lợi nên xe cộ cũng không còn có thể lưu thông qua lại.
Năm 2019, chính quyền Thành phố Hồ Chí Minh quyết định dỡ bỏ sân nhạc nước và xây dựng đài phun nước nghệ thuật với một hoa sen bằng thủy tinh ở chính giữa. Đến tháng 5 năm 2022, sau khi ga ngầm Nhà hát Thành phố hoàn thành, mặt bằng đường Lê Lợi khu vực này lần lượt được hoàn trả, Ủy ban nhân dân Thành phố Hồ Chí Minh đã giao cho các sở ngành nghiên cứu phương án tái lập vòng xoay tại nút giao thông Nguyễn Huệ – Lê Lợi. Theo phương án thiết kế được Sở Quy hoạch – Kiến trúc trình Ủy ban nhân dân thành phố vào tháng 11, vòng xoay có bán kính 11,7 m với bó vỉa là các khối đá granite xám xếp trực tiếp lên nền của quảng trường đi bộ Nguyễn Huệ, kinh phí thực hiện khoảng 500 triệu đồng. Nút giao thông vòng xoay chính thức đưa vào hoạt động trở lại vào ngày 11 tháng 1 năm 2023, cùng với hệ thống đèn tín hiệu giao thông trên hai con đường Nguyễn Huệ và Lê Lợi.

#### Tranh cãi về việc phá dỡ

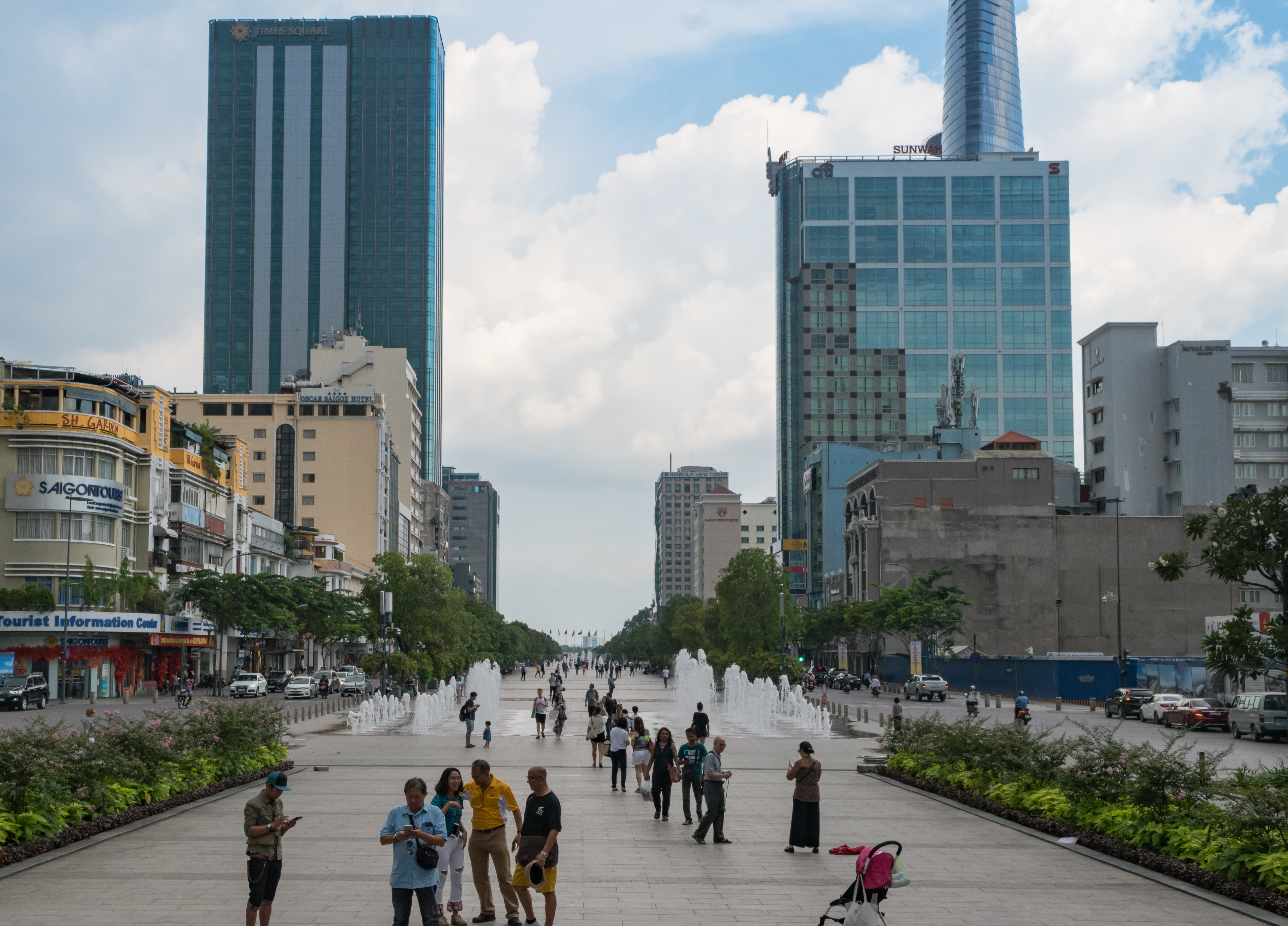
Sân nhạc nước tại vị trí vòng xoay cũ vào năm 2017

Nhà báo Phúc Tiến đã nhận định, "Khi phá bỏ các biểu tượng đã có và ngăn không cho xe lưu thông qua ba giao lộ này, phải chăng người đề xuất và người duyệt dự án phố đi bộ Nguyễn Huệ, đã không tính đến các yếu tố lịch sử, kể cả khoa phong thủy của tổ tiên?". Khi có quyết định tháo dỡ, nhiều người dân cũng đã viết blog, viết trên Facebook hay ký kiến nghị điện tử bày tỏ mong muốn dừng việc phá dỡ nhưng không được chấp thuận. Tiến sĩ Nguyễn Thị Hậu, Nguyên Phó viện trưởng Viện Nghiên cứu Phát triển Thành phố Hồ Chí Minh cũng đã bày tỏ sự tiếc nuối khi những công trình như thương xá TAX, bùng binh Cây Liễu, cà phê Givral, Eden, Ba Son... đều lần lượt bị phá dỡ.